# Laneuvelle
Laneuvelle település Franciaországban, Haute-Marne megyében. Lakosainak száma 64 fő (2022. január 1.). Laneuvelle Bourbonne-les-Bains, Coiffy-le-Bas, Damrémont és Vicq községekkel határos.

## Népesség
A település népességének változása:
| Lakosok száma | 142  | 112  | 103  | 75   | 70   | 72   | 65   | 61   | 61   | 64   |
|               | 1968 | 1982 | 1990 | 2006 | 2013 | 2015 | 2017 | 2019 | 2020 | 2022 |